# 長崎県立桜が丘特別支援学校
長崎県立桜が丘特別支援学校（ながさきけんりつ さくらがおかとくべつしえんがっこう）は、長崎県東彼杵郡川棚町下組郷にある県立特別支援学校。

## 概要
歴史
国立療養所川棚病院に慢性疾患等で長期入院し療養している子どもたちの教育の場として1972年（昭和47年）に「長崎県立大村養護学校川棚分校」として開校。1981年（昭和56年）に独立。2012年（平成24年）に創立40周年を迎えた。
校訓
「自立・協力・感謝」
校章
校名に入っている桜の花弁を図案化したものを背景にして、中央に「養」の文字を置いている。
校歌
作詞は首藤昌史、作曲は樋渡憲三による。歌詞は4番まであり、各番に校名の「桜が丘」が登場する。
学部
小学部、中学部、高等部

## 沿革
- 1972年（昭和47年）
  - 3月 - 国立診療所川棚病院内に「長崎県立大村養護学校川棚分校」が設置される。
  - 5月 - 川棚病院内で小・中学部の入学式を挙行。第1回入学者数は小学部が26名、中学部が9名。
- 1974年（昭和49年）1月 - 高等部を設置。
- 1975年（昭和50年）3月 - 仮校舎が完成。
- 1976年（昭和51年）10月 - 仮校舎に教室（1室）とアマチュア無線室（1室）を増築。
- 1979年（昭和54年）12月 - 川棚病院の北東側隣接地に新校地の造成を開始。
- 1980年（昭和55年）
  - 10月 - 新校舎が完成。
  - 11月 - 新校舎への移転を完了。
- 1981年（昭和56年）
  - 4月1日 - 長崎県立大村養護学校から分離し、「長崎県立桜が丘養護学校」として独立。
  - 11月 - 校章・校旗・校歌・校訓を制定。
- 1982年（昭和57年）
  - 2月 - 運動場を整地。
  - 7月 - 体育館が完成。
- 1983年（昭和58年）
  - 2月 - プールが完成。
  - 4月 - 運動場を整備。
- 1987年（昭和62年）3月 - 運動場を整地。
- 1988年（昭和63年）3月 - 校舎を増築（特別教室6室・普通教室3室）。旧校舎内（3教室）を改築。
- 1994年（平成6年）4月 - 自宅通学生および転入生の受け入れを開始。
- 1995年（平成7年）3月 - 運動場を全天候型（人工芝）にする。
- 2006年（平成18年）4月 - 国立病院機構長崎神経医療センター（川棚病院）の小児科廃止により、慢性疾患児の全員が通学生となる。
- 2010年（平成22年）4月 - 「長崎県立桜が丘特別支援学校」（現校名）に改称。

## アクセス
最寄りの鉄道駅
- JR川棚駅 大村線

最寄りのバス停
- 西肥バス「長崎川棚医療センター前」バス停
- 東彼杵町営バス　「川棚JA前」バス停

最寄りの道路
- 国道205号

## 周辺
- 国立病院機構長崎川棚医療センター
- 川棚町役場
- 川棚川
- 川棚大橋

## 著名出身者
- 木谷隆行（ボッチャ選手）

## 参考資料
- 「川棚町郷土誌」（2002年（平成14年）3月27日発行, 川棚町教育委員会）p.506-p.507